# Raúl Moro
Raúl Moro Prescoli (Abrera, Barcelona, 5 de diciembre de 2002) es un futbolista español que juega en la demarcación de centrocampista para el Ajax de Ámsterdam de la Eredivisie neerlandesa.

## Trayectoria
Comenzó jugando en el Promesas del Abrera con cuatro años y más tarde fue a jugar al Igualada, donde estuvo seis. De ahí pasó a la Gimnástica Manresa, hasta que en 2017 firmó por el R. C. D. Espanyol. Al año siguiente se incorporó al F. C. Barcelona.
En una temporada en el club blaugrana le sirvió para que la Società Sportiva Lazio se fijara en él y en 2019 le firmó un contrato de tres años. El 20 de julio de 2020 logró debutar en la Serie A contra la Juventus de Turín.
El 23 de agosto de 2022 fue cedido al Ternana Calcio durante una temporada. Marcó un gol en doce partidos y el 25 de enero, tras haberse cancelado la cesión, fue prestado al Real Oviedo.
El 17 de julio de 2023 se confirmó su cesión con opción de compra al Real Valladolid C. F., recién descendido a la Segunda División de España. El 30 de junio de 2024 se hizo oficial su fichaje hasta el 30 de junio de 2028 tras el ascenso del equipo pucelano a Primera división de España. Sin embargo, un año después fue traspasado al Ajax de Ámsterdam con el que firmó por cinco temporadas.

## Selección nacional
Es internacional con la selección española sub-21. En su debut en la selección se encontraba dirigida por Luis de la Fuente y se produjo el 8 de octubre de 2021 en partido de Clasificación para la Eurocopa Sub-21 de 2023 frente a Eslovaquia. El partido se disputó en Sevilla en el estadio de La Cartuja. El resultado final fue una victoria por 3-2 en la que Raúl tuvo un papel importante a pesar de entrar en el descanso ya que dio la asistencia del gol de la victoria en el minuto 88, completando la remontada del equipo español.

## Clubes
Actualizado a 24 de mayo de 2025.
| Club                           | País          | Año           | Partidos | Goles |
| ------------------------------ | ------------- | ------------- | -------- | ----- |
| S. S. Lazio Primavera          | Italia        | 2019-2022     | 42       | 22    |
| S. S. Lazio                    | Italia        | 2019-2024     | 20       | 0     |
| Ternana Calcio (cedido)        | Italia        | 2022-2023     | 12       | 1     |
| Real Oviedo (cedido)           | España        | 2023          | 16       | 0     |
| Real Valladolid C. F. (cedido) | España        | 2023-2024     | 31       | 2     |
| Real Valladolid C. F.          | España        | 2024-2025     | 34       | 5     |
| Ajax de Ámsterdam              | Países Bajos  | 2025-act.     |          |       |
| Total carrera                  | Total carrera | Total carrera | 155      | 30    |

## Palmarés

### Distinciones individuales
| Distinción                                       | Año  |
| ------------------------------------------------ | ---- |
| Capocannoniere Copa Italia Primavera con 6 goles | 2021 |